# Фридрих III (Бранденбург-Ансбах)
Вижте пояснителната страница за други личности с името Фридрих III.
Фридрих III фон Бранденбург-Ансбах (на немски: Friedrich III von Brandenburg-Ansbach, * 1 май 1616 в Ансбах, † 6 септември 1634 при Ньордлинген) от род Хоенцолерн е от 1625 г. до 1634 г. маркграф на Княжество Ансбах.
Той е най-възрастният син на Йоахим Ернст (1583–1625) маркграф на Княжество Ансбах, и съпругата му графиня София фон Солмс-Лаубах (1594–1651), дъщеря на граф Йохан Георг цу Солмс-Лаубах (1547-1600).
След смъртта на баща му Йоахим Ернст през 1625 г. Фридрих поема княжество Ансбах, първо под опекунството на майка му. През 1634 г. той става пълнолетен, но пада убит същата година на шведска страна в битката при Ньордлинген през Тридесетгодишната война. Той не е женен и няма деца. Наследен е от по-малкия му брат Албрехт.